# サミット (芸能事務所)
サミット（英文名称:SUMMIT）は、東京都新宿区に拠点を置く芸能プロダクション。

## 概要
2020年に設立。主にAV女優のマネジメントを手掛けている。
Japan production guild（日本プロダクション協会）加盟プロダクション。

## 主な所属AV女優
- 夏希ゆめ
- 愛須みのん
- 深月めい
- 水原みその
- 宮崎リン
- 愛瀬ゆうり
- 雅子りな
- るるちゃ。
- 弓乃りむ
- 愛野ひなた
- 生原萌乃
- 翔すずめ
- 松島れみ
- 葉風ゆりあ
- 野咲美桜